# World Games 2017/Teilnehmer (Jordanien)
| Gelbes Symbol für Goldmedaillen mit stilisierten Olympischen Ringen | Graues Symbol für Silbermedaillen mit stilisierten Olympischen Ringen | Braundes Symbol für Bronzemedaillen mit stilisierten Olympischen Ringen |
| ------------------------------------------------------------------- | --------------------------------------------------------------------- | ----------------------------------------------------------------------- |
| —                                                                   | 1                                                                     | —                                                                       |

Jordanien nahm in Breslau an den World Games 2017 teil. Die jordanische Delegation bestand aus 3 Athleten und 2 Athletinnen.

## Teilnehmer nach Sportarten

### Jiu Jitsu
| Athleten                             | Wettbewerb    | Vorrunde           | Vorrunde | Vorrunde                   | Vorrunde | Viertelfinale | Viertelfinale | Halbfinale          | Halbfinale | Finale / Platz 3   | Finale / Platz 3 | Rang   |
| Athleten                             | Wettbewerb    | Gegner             | Ergebnis | Gegner                     | Ergebnis | Gegner        | Ergebnis      | Gegner              | Ergebnis   | Gegner             | Ergebnis         | Rang   |
| ------------------------------------ | ------------- | ------------------ | -------- | -------------------------- | -------- | ------------- | ------------- | ------------------- | ---------- | ------------------ | ---------------- | ------ |
| Männer                               |               |                    |          |                            |          |               |               |                     |            |                    |                  |        |
| Haidar Haitham Abdelkarim Al-Rasheed | 85 kg Ne-Waza | Abdulbari Guseinov | 0:100    | Abdurahmanhaji Murtazaliev | 4:2      | –             | –             | Daniel de Maddalena | 2:4        | Abdulbari Guseinov | 0:100            | 4      |
| Frauen                               |               |                    |          |                            |          |               |               |                     |            |                    |                  |        |
| Luma Hatem Sharif Alqubaj            | Open Ne-Waza  | –                  | –        | –                          | –        | Freilos       | Freilos       | Emilia Mackowiak    | 27:0       | Amal Amjahid       | 0:1              | Silber |

### Kickboxen
| Athleten               | Wettbewerb | Achtelfinale   | Achtelfinale          | Viertelfinale | Viertelfinale | Halbfinale    | Halbfinale    | Finale / Platz 3 | Finale / Platz 3 | Rang          |
| Athleten               | Wettbewerb | Gegner         | Ergebnis              | Gegner        | Ergebnis      | Gegner        | Ergebnis      | Gegner           | Ergebnis         | Rang          |
| ---------------------- | ---------- | -------------- | --------------------- | ------------- | ------------- | ------------- | ------------- | ---------------- | ---------------- | ------------- |
| Männer                 |            |                |                       |               |               |               |               |                  |                  |               |
| Ali Ahmad Khalaf Hasan | 71 kg      | Vitalii Dubina | 0:3                   | ausgeschieden | ausgeschieden | ausgeschieden | ausgeschieden | ausgeschieden    | ausgeschieden    | ausgeschieden |
| Frauen                 |            |                |                       |               |               |               |               |                  |                  |               |
| Baraah Al-Absi         | 65 kg      | Kaitlin Young  | KO von Baraah Al-Absi | ausgeschieden | ausgeschieden | ausgeschieden | ausgeschieden | ausgeschieden    | ausgeschieden    | ausgeschieden |

### Muay Thai
| Männer          |       |           |       |               |               |               |               |               |               |               |
| Mohammad Salama | 81 kg | Ali Dogan | 30:27 | ausgeschieden | ausgeschieden | ausgeschieden | ausgeschieden | ausgeschieden | ausgeschieden | ausgeschieden |